# Leonidas Tsiklitiras
Leonidas Tsiklitiras fue un gimnasta griego. Compitió en los Juegos Olímpicos de Atenas de 1896.
Tsiklitiras compitió en el evento individual de barra fija, pruebas en la cual no fue medallista, y su posición en la tabla general se desconoce. 